# ريان بيتينيلا
ريان بيتينيلا (بالإنجليزية: Ryan Pettinella)‏ مواليد 12 يوليو 1984 في روتشستر، هو لاعب كرة سلة أمريكي سابق. بدأ مسيرته الاحترافية في سنة 2008. يبلغ طوله 6 قدم 9 بوصة (2.1 م). لعب مع سوتور باسكت مونتيجرانارو ونادي فيرولي لكرة السلة.

## روابط خارجية
- ريان بيتينيلا على موقع كرة السلة الأوروبية.كوم (الإنجليزية)
- ريان بيتينيلا على موقع كلية كرة السلة في سبورتس رفرنس.كوم (الإنجليزية)
- ريان بيتينيلا على موقع ريلجم (الإنجليزية)
- ريان بيتينيلا على موقع بروبوليرز (الإنجليزية)